# Woirel
Woirel [waʁɛl] ist eine französische Gemeinde mit 47 Einwohnern (Stand 1. Januar 2022) im Département Somme in der Region Hauts-de-France. Sie gehört zum Arrondissement Amiens und zum Kanton Poix-de-Picardie.
Am 1. Januar 2009 erfolgte eine Änderung der Arrondissementszugehörigkeit der Gemeinde. Bislang zum Arrondissement Amiens gehörend, kamen alle Gemeinden des Kantons zum Arrondissement Abbeville.

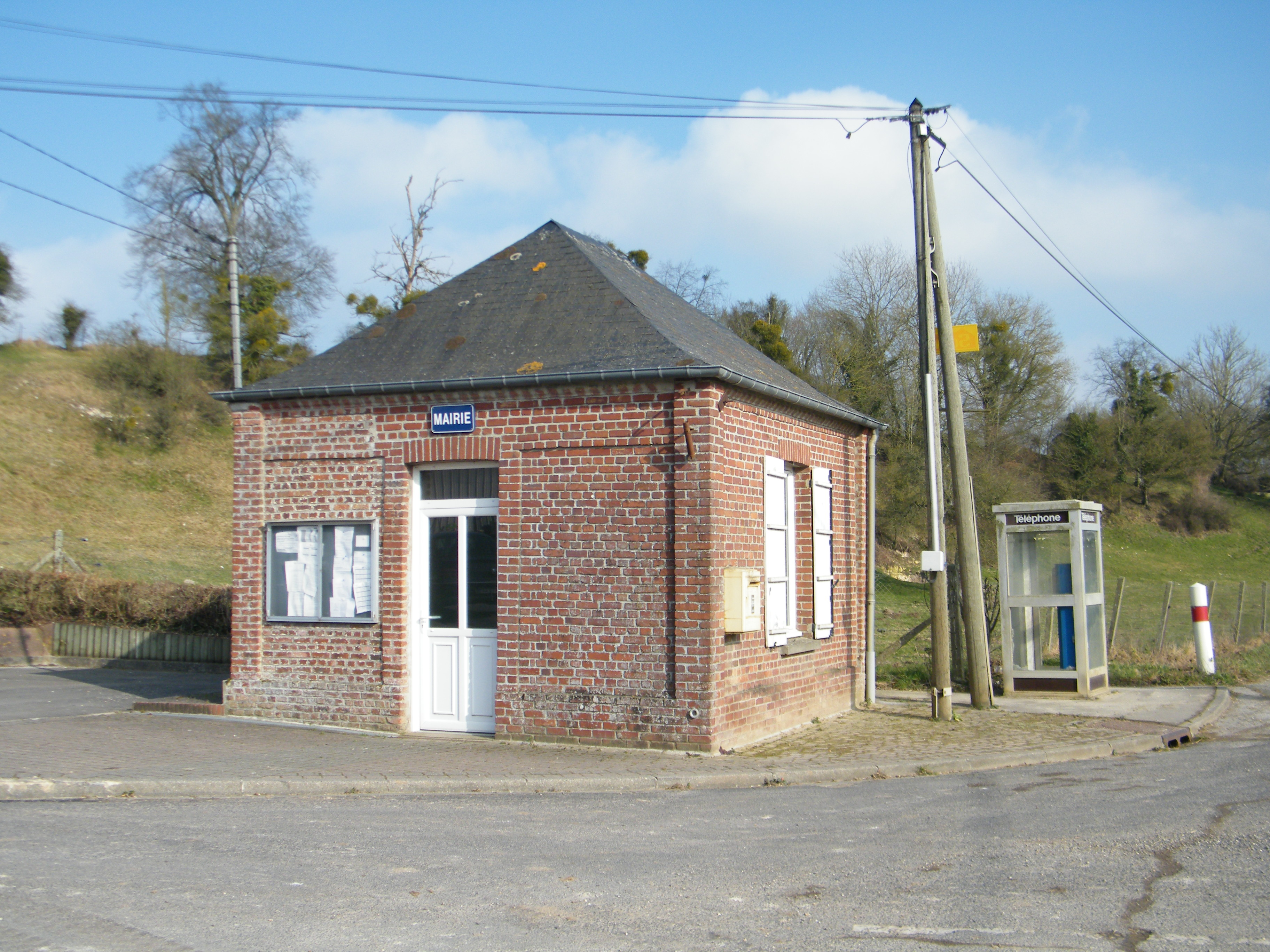
Mairie (Rathaus)

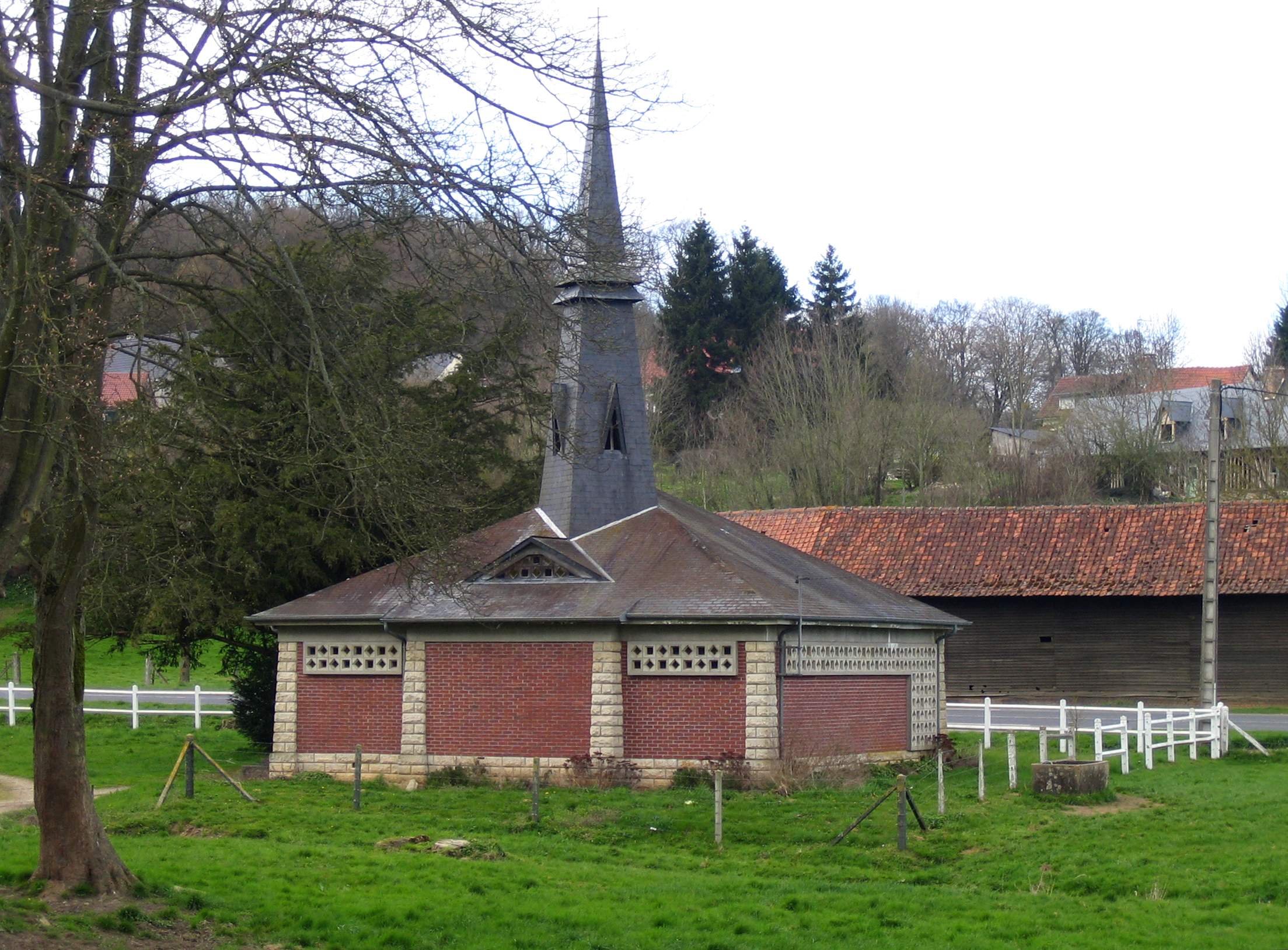
Kirche Saint-Nicolas

## Bevölkerungsentwicklung
- 1962: 32
- 1968: 37
- 1975: 38
- 1982: 29
- 1990: 29
- 1999: 24
- 2012: 43